# Павел Тороманов
Павел (Панчо) Т. Тороманов е участник в Българското опълчение, родом от град Копривщица.
Панчо Тороманове опълченец на връх Шипка, сражавал се в Трета опълченска дружина. Награден е с орден „За храброст“. Поради значителната си възраст е изнесен на ръце от другарите си на връх Свети Никола за тържествата по повод откриването на Паметника на свободата на връх Шипка. Той е баща на Христо Тороманов (1901 – 1944), разстрелян без следствие, съд и присъда от полицията в местността Голям поп заедно с Иван Кривиралчев.